# Hanna Orthmann
Hanna Orthmann (Lüdinghausen, 3 de outubro de 1998) é uma voleibolista profissional alemã que atua na posição de ponteira. Atualmente joga pelo Türk Hava Yolları.

## Títulos
Clubes
Challenge Cup:
- 2019[2]

## Premiações individuais
- 2020: Melhor ponteira do Torneio Pré-Olímpico de 2020 - Europa